# 洛特河畔卡斯泰尔莫龙
洛特河畔卡斯泰尔莫龙（法語：Castelmoron-sur-Lot，法語發音：[kastɛlmɔʁɔ̃ syʁ lɔt]）是法国洛特-加龙省的一个市镇，属于马尔芒德区。

## 地理
洛特河畔卡斯泰尔莫龙（44°23'50"N, 0°29'42"E）面积23.25 平方千米，位于法国新阿基坦大区洛特-加龍省，该省份为法国西南部内陆省份，北起多爾多涅省，西接吉倫特省和朗德省，南至热尔省，东临塔恩-加龙省和洛特省。
与洛特河畔卡斯泰尔莫龙接壤的市镇（或旧市镇、城区）包括：布吕尼亚克、丰格拉沃、洛特河畔格朗日、洛特河畔拉菲特、拉帕拉德、蒙克拉尔、洛特河畔勒唐普勒。

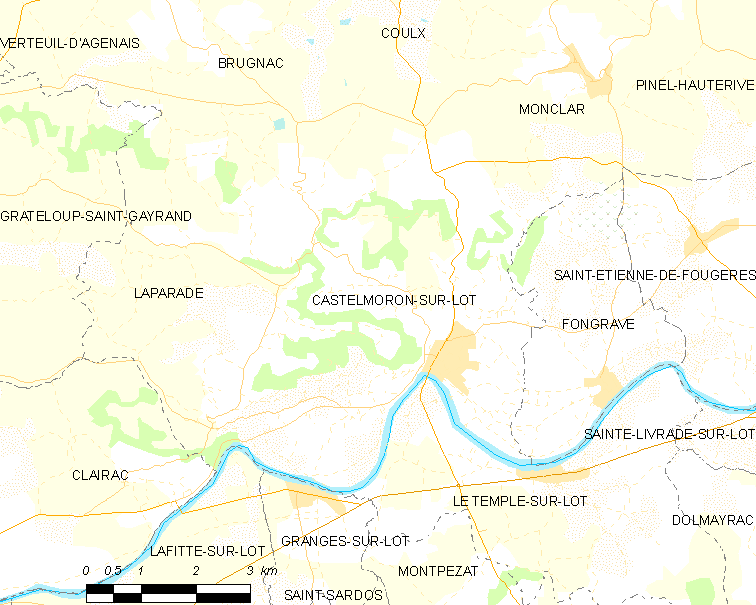
洛特河畔卡斯泰尔莫龙的OSM定位图

洛特河畔卡斯泰尔莫龙的时区为UTC+01:00、UTC+02:00（夏令时）。

## 行政
洛特河畔卡斯泰尔莫龙的邮政编码为47260，INSEE市镇编码为47054。

## 政治
洛特河畔卡斯泰尔莫龙所属的省级选区为托南斯县。

## 人口

1962-2008年间洛特河畔卡斯泰尔莫龙人口变化图示

洛特河畔卡斯泰尔莫龙于2022年1月1日时的人口数量为1830人。